# Needham (Norfolk)
Needham – wieś w Anglii, w hrabstwie Norfolk, w dystrykcie South Norfolk. Leży 27 km na południe od Norwich i 137 km na północny wschód od Londynu. Miejscowość liczy 310 mieszkańców.